# Whataya Want from Me
"Whataya Want from Me" là single thứ 2 từ album "For your entertainment" của á quân American Idol Adam Lambert. Bài hát được viết bởi Pink, Max Martin, và Shellback, từng được thu âm bởi P!nk trong album Funhouse, nhưng không hoàn tất. "Whataya Want from Me" được sản xuất bởi Max Martin và Shellback, người từng cộng tác với P!nk, *NSYNC, Backstreet Boys, Britney Spears, Katy Perry, và những ca sĩ khác như Daughtry, Kelly Clarkson, Allison Iraheta và Carrie Underwood.

## Video âm nhạc
Music video "Whataya Want from Me" đạo diễn bởi Diane Martel và ghi hình ngày 20/12/2009 Được phát sóng trên VH1 ngày 15/01/2010. Video quay cảnh Adam một mình trong căn hộ, bị quấy rầy bởi một cameraman. Cũng có cảnh trình diễn trong clip và cảnh Adam bước qua đám đông paparazzi và fan vào trong chiếc xe hơi.

## Xếp hạng
"Whataya Want from Me" xếp hạng 72 trên U.S. Billboard Hot 100 vào tuần 2/01/2010 Đĩa đơn bán ra khoảng 323,000 bản legal digital download - trởi thành single thành công nhất từ album [[For Your Entertainment (album)|"For your entertainment". "Whataya Want From Me" thành công trên hầu hết các bảng xếp hạng ở Canada, đứng trong top 5 trên Canadian Hot 100. Vào tháng 2 năm 2010, bài hát trở thành single đầu tiên của Adam Lambert đứng thứ 21 trên Billboard Hot 100.
| Bảng xếp hạng (2010)                  | Vị trí cao nhất |
| ------------------------------------- | --------------- |
| Úc (ARIA)                             | 4               |
| Áo (Ö3 Austria Top 40)                | 4               |
| Bỉ (Ultratip Flanders)                | 2               |
| Bỉ (Ultratip Wallonia)                | 19              |
| Canada (Canadian Hot 100)             | 3               |
| Cộng hòa Séc Top 100                  | 3               |
| Đan Mạch (Tracklisten)                | 12              |
| Hà Lan (Dutch Top 40)                 | 7               |
| Hà Lan (Single Top 100)               | 23              |
| Châu Âu Hot 100 Singles (Billboard)   | 21              |
| Phần Lan (Suomen virallinen lista)    | 2               |
| Pháp (SNEP)                           | 7               |
| Đức (GfK)                             | 5               |
| Hungarian Airplay Chart               | 3               |
| New Zealand (Recorded Music NZ)       | 4               |
| Na Uy (VG-lista)                      | 18              |
| Ba Lan (ZPAV)                         | 1               |
| Slovakia Radio Top 100                | 25              |
| Spanish Airplay Chart                 | 20              |
| Thụy Điển (Sverigetopplistan)         | 8               |
| Thụy Sĩ (Schweizer Hitparade)         | 6               |
| Anh Quốc (OCC)                        | 53              |
| Hoa Kỳ Billboard Hot 100              | 10              |
| Hoa Kỳ Adult Contemporary (Billboard) | 8               |
| Hoa Kỳ Adult Pop Airplay (Billboard)  | 2               |
| Hoa Kỳ Pop Airplay (Billboard)        | 12              |

| Bảng xếp hạng (2010)     | Vị trí |
| ------------------------ | ------ |
| Australian Singles Chart | 40     |
| Canadian Hot 100         | 11     |
| German Singles Chart     | 40     |
| German Airplay Chart     | 3      |
| Hungarian Airplay Chart  | 23     |

## Lịch sử phát hành
| Quốc gia    | Ngày                 | Định dạng       |
| ----------- | -------------------- | --------------- |
| Mỹ          | 24 tháng 11 năm 2009 | Đài mainstream  |
| Bỉ          | 19 tháng 3 năm 2010  | Tải kĩ thuật số |
| Ireland     | 9 tháng 4 năm 2010   | Tải kĩ thuật số |
| Tấy Ban Nha | 12 tháng 4 năm 2010  | Tải kĩ thuật số |
| Phần Lan    | 12 tháng 4 năm 2010  | Tải kĩ thuật số |
| Pháp        | 12 tháng 4 năm 2010  | Tải kĩ thuật số |
| Ý           | 12 tháng 4 năm 2010  | Tải kĩ thuật số |
| Hà Lan      | 12 tháng 4 năm 2010  | Tải kĩ thuật số |
| Thụy Điển   | 12 tháng 4 năm 2010  | Tải kĩ thuật số |
| Áo          | 12 tháng 4 năm 2010  | Tải kĩ thuật số |
| Na Uy       | 12 tháng 4 năm 2010  | Tải kĩ thuật số |
| Bồ Đào Nha  | 12 tháng 4 năm 2010  | Tải kĩ thuật số |
| Đức         | 23 tháng 4 năm 2010  | Tải kĩ thuật số |
| Thụy Sĩ     | 30 tháng 4 năm 2010  | Tải kĩ thuật số |
| Đức         | 30 tháng 4 năm 2010  | Đĩa CD          |
| Úc          | 3 tháng 5 năm 2010   | Đĩa CD          |
| Anh         | 18 tháng 7 năm 2010  | Đĩa CD          |